# Ewiger Roggenbau

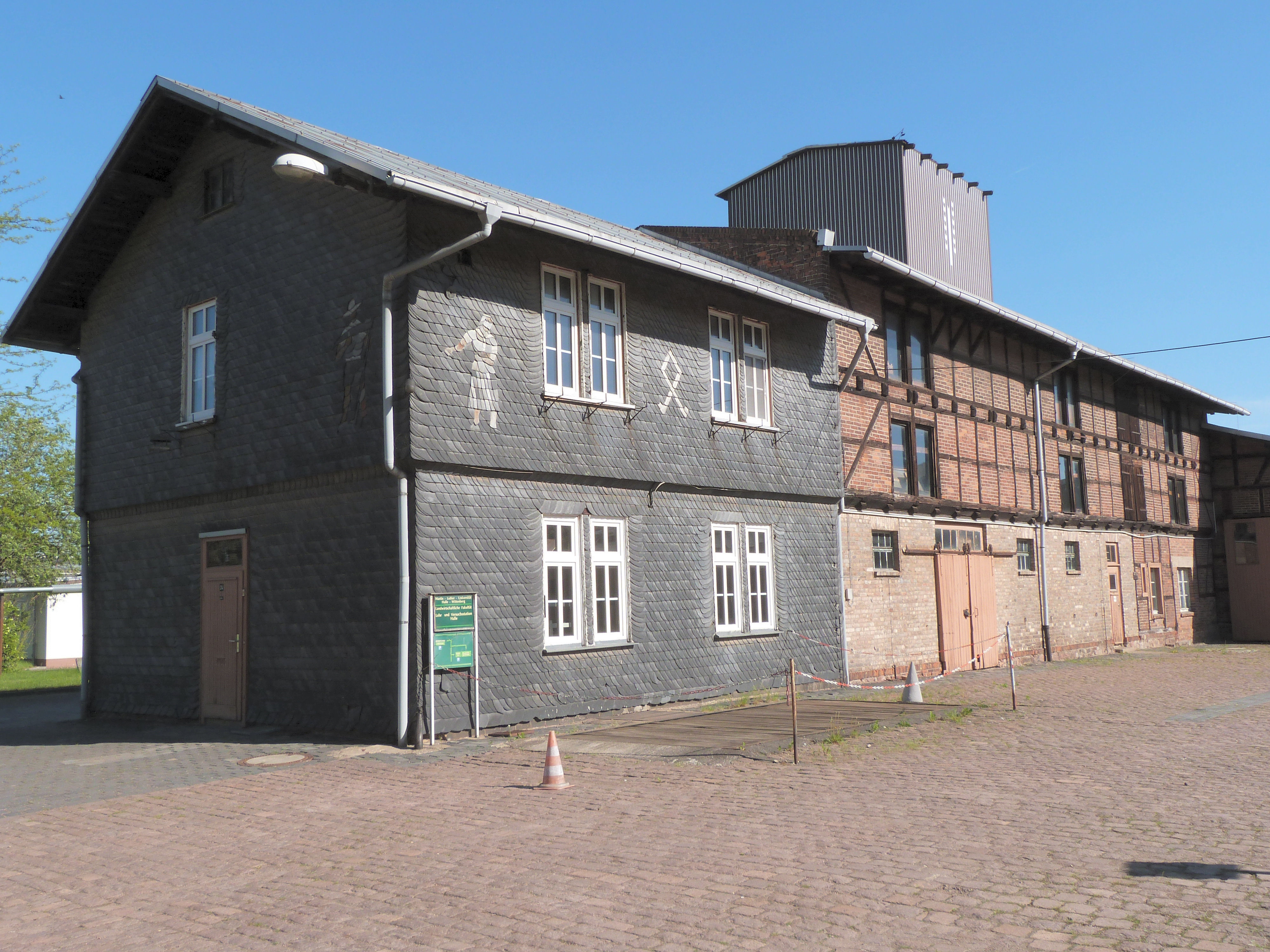
Lehr- und Versuchsstation der Landwirtschaftlichen Fakultät der Universität Halle (Saale)

Der Ewige Roggenbau ist ein 1878 von Julius Kühn angelegter und bis heute fortgeführter Agrardauerversuch. Kühn legte den Versuch unter dem Eindruck der Lehre Justus von Liebigs als reine Roggen-Monokultur an, um die Langzeiteffekte von mineralischer Düngung im Vergleich zu Stallmistdüngung prüfen zu können. Der Versuch wird – abgewandelt – bis heute weitergeführt und ist damit der älteste noch laufende Dauerdüngungsversuch und Dauerfeldversuch in Deutschland. Deshalb ist er als „Kulturdenkmal“ anerkannt und geschützt. Weltweit handelt es sich um den zweitältesten Dauerversuch.
In dem Dauerversuch wird auf einem von Kühn 1878 angelegten Versuchsfeld in Halle an der Saale unter Leitung des Instituts für Bodenkunde und Pflanzenernährung der Martin-Luther-Universität Halle-Wittenberg kontinuierlich Winterroggen (Secale cereale L.) auf einem aus Sandlöß hervorgegangenem Parabraunerde-Tschernosem in Selbstfolge mit dem Versuchsziel angebaut, Mineraldüngung zu erproben. Der Versuchsstandort liegt im Schwarzerdegebiet Sachsen-Anhalts, das sich im östlichen Harzvorland erstreckt.

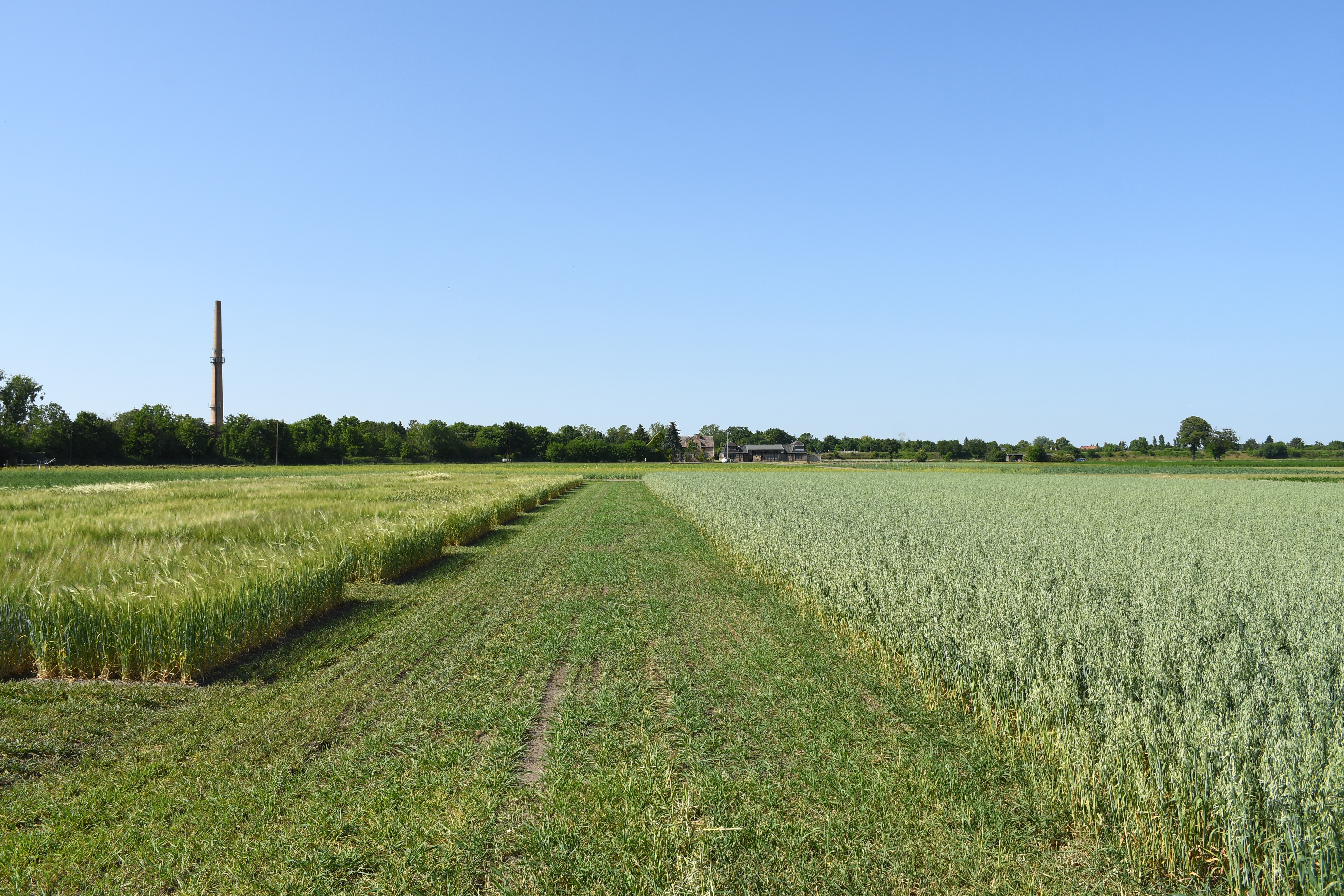
Lehr- und Versuchsfeld der Landwirtschaftlichen Fakultät der Universität Halle (Saale), "Julius-Kühn-Feld"

Das Feld liefert seit Jahrzehnten gleichbleibend etwa eineinhalb Tonnen Roggen je Hektar, das heißt rund die Hälfte des Ertrags, den ein Vergleichsfeld mit Düngung erzielt, und dies, obwohl dem Boden Jahr um Jahr zentnerweise Kalium, Phosphor und Stickstoff entzogen werden. Karl Schmalfuß löste jedoch 1962 die Roggenselbstfolge auf je einem Drittel der Parzellen durch kontinuierlichen Maisanbau und durch einen Fruchtwechsel von Roggen und Kartoffeln ab, um die Einstellung der Humusgehalte auf solche Gegebenheiten mit anderen Ernterückständen messend verfolgen zu können.
In Deutschland laufen gegenwärtig noch rund 30 Dauerfeldversuche, die ein breites Spektrum verschiedener Boden- und Klimabedingungen abdecken. Ein ähnlich bedeutender Versuch ist der „Statische Düngungsversuch“ von Wilhelm Schneidewind in Bad Lauchstädt, wo es um die Erforschung der langfristigen Wirkung von organischer und mineralischer Düngung auf die Erträge der Kulturpflanzen, die Qualität der Ernteprodukte und die Bodenfruchtbarkeit geht. Ähnliche Versuche sind auch aus dem britischen Forschungsinstitut Rothamsted bekannt.